# Gran logoteta
El gran logoteta (en griego: μέγας λογοθέτης: megas logothetēs) fue un funcionario que se desempeñó como ministro de Asuntos Exteriores efectivo del Imperio bizantino, en el periodo de c. 1250 a circa 1350, después de lo cual continuó como un nombramiento honorífico. La oficina evolucionó a partir de la logothetēs tōn sekretōn de la era de Comneno, y se estableció durante el Imperio de Nicea. Sus titulares eran por lo general eruditos distinguidos, quienes desempeñaban un papel destacado en los asuntos civiles y militares de su tiempo. Tres de sus titulares también sirvieron en conjunto como jefe de la administración civil y primer ministro efectivo (mesazōn) del Imperio. El título también se usó en el imperio de Trebisonda. Después de la caída de Constantinopla, se adoptó en los Principados del Danubio como título honorífico para los laicos en el Patriarcado Ecuménico de Constantinopla.

## Historia y funciones
El cargo se originó como el logothetēs tōn sekretōn, establecido por el Emperador Alejo I Comneno (r. 1081–1118) en un intento de mejorar la coordinación de los varios departamentos fiscales (sekreta). A fines del siglo XII, el logothetēs tōn sekretōn se había elevado a una posición preeminente entre los administradores civiles, y cada vez más se refería como Gran logoteta para indicar esto. El todopoderoso logothetēs tōn sekretōn, Teodoro Castamonita, tío maternal y regente de facto del Imperio durante el reinado temprano de Isaac II Ángelo (r. 1185–1195, 1203–1204), fue el primero en ser llamado oficialmente Gran logoteta en una crisóbula de 1192, aunque más como un título honorífico en lugar de un verdadero título nuevo.
El logothetēs tōn sekretōn no fue formalmente reemplazado por la designación gran logoteta hasta después del año 1204, en el Imperio de Nicea (1204–1261) y bajo el imperio bizantino revivido por la dinastía Paleólogo (1261–1453). Como se contempla en el caso del primer gran logoteta, Strategopoulos, en el año c. 1217, el cargo aparentemente retuvo su función anterior: Strategopoulos es mencionado como presidente del tribunal imperial, aparentemente el mismo cuerpo atestiguado en 1196 bajo la presidencia del logothetēs tōn sekretōn.
A mediados del siglo XIII, sin embargo, sus funciones habían evolucionado para ser completamente diferentes de su antecedente: el gran logoteta asumía ahora la dirección de los asuntos exteriores y encabezaba la cancillería relacionada con la correspondencia diplomática, lo que anteriormente era correspondido por el logothetēs tou dromou. El Gran logoteta fue por lo tanto, único entre los logothetes, al retener tanto su posición exaltada como una función activa durante el periodo Paleólogo temprano. El Libro de Oficinas de Pseudo-Kodinos, una de las principales fuentes para la corte y la administración bizantina tardía, registra a los logothetēs tou genikou, logothetēs tou dromou, logothetēs aū stratiōtikou, y logothetēs tōn agelōn como títulos puramente honoríficos y sin una función. Pseudo-Kodinos escribió poco después de mediados del siglo XIV, pero la situación que él registra probablemente se realizaba previo a esas fechas.

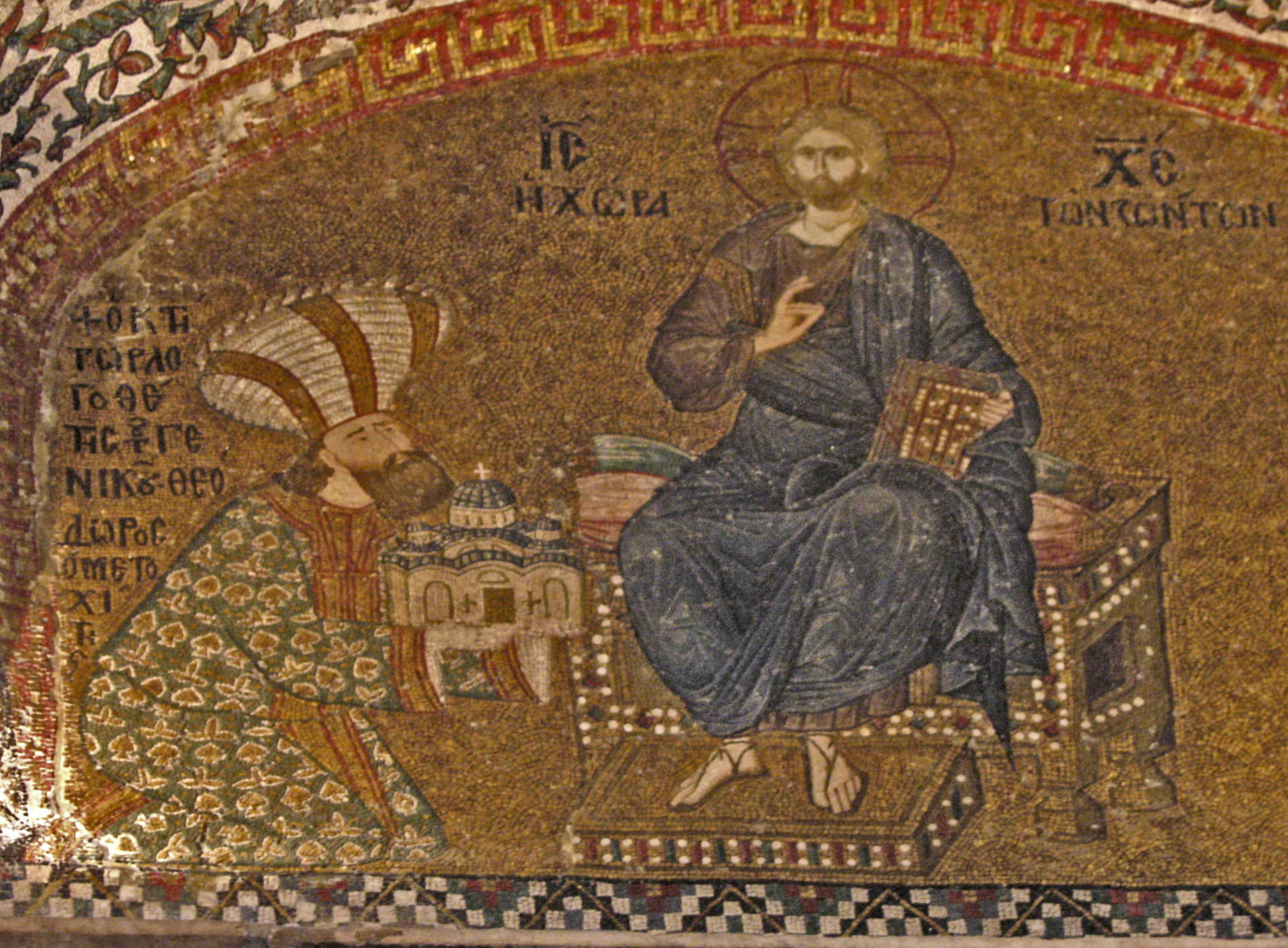
El gran logoteta Teodoro Metoquita (1321–1328), presentando el modelo de la renovada Iglesia de Chora a Cristo Pantocrátor.

Desde la publicación del estudio de Charles Diehl  sobre el logothetēs tōn sekretōn en 1933, una generación de académicos consideró al Gran logoteta como el primer ministro de facto del imperio bizantino de la era de los Paleólogo. Sin embargo, estudios posteriores han demostrado que este punto de vista es erróneo: numerosas fuentes muestran que el cargo de primer ministro durante ese tiempo fue designado por el título de mesazōn, una oficina que supervisaba la cancillería imperial y estaba a cargo de la administración estatal y la justicia. De hecho, Pseudo-Kodinos señala de manera explícita que la "función apropiada" del Gran logoteta era para supervisar "los prostagmata y chrysoboulla enviados por el emperador a todos los reyes, sultanes y toparcas", mientras el mesastikion (la función de un mesazōn) " se lleva a cabo por quien ordena el emperador". Sólo se conocen tres megaloi logothetai que tenían la función de mesastikion: Teodoro Muzalon, Teodoro Metoquita, y Juan Gabalas. De hecho, parecen haber sido designados como mesazōn antes de ser promovidos a Gran logoteta, lo que demuestra la naturaleza distintiva de los dos títulos. Ya durante la época de pseudo-Kodinos, el ámbito de los asuntos exteriores había sido transferido a los mesazōn, y el Gran logoteta se redujo a una posición mayoritariamente honorífica. El escritor de principios del siglo XV, Mazaris, lo describe como un "premio" (γέρας) sin atributos particulares.
En su "Untersuchungen zur spätbyzantinischen Verfassungs- und Wirtschaftsgeschichte", el académico alemán Ernst Stein propuesto que a principios del siglo XIV, el Gran logoteta también ejercía las funciones del antiguo eparca de Constantinopla bajo la supervisión de la administración de la capital imperial, hasta que Andrónico III Paleólogo (r. 1328–1341), buscando asegurar su trono después de ganar la guerra civil de 1321–1328, los asignó al prōtostratōr. La suposición de Stein se basa en leer el mesastikion en el pasaje de Pseudo-Kodinos como un compuesto que denota el bulevar Mese (que Stein consideraba como el centro de la administración de la capital) y el resto de la ciudad, en lugar de relacionarlo con la oficina de mesazōn. Esta suposición fue refutada por eruditos tales como Hans-Georg Beck y León-Pierre Raybaud.
Originalmente, el título ocupaba el duodécimo lugar en la jerarquía general del palacio, entre los megas konostaulos y el prōtosebastos, pero en marzo/abril del año 1321, el Emperador Andrónico II Paleólogo (r. 1282–1328), que deseaba exaltar a Teodoro Metoquita quien era de sus favoritos, lo promovió de logothetēs tou genikou y subió su rango hasta el noveno lugar, por encima del megas stratopedarchēs y bajo el prōtostratōr. Parece que el rango retuvo esta alta posición por el resto de la existencia del imperio Bizantino.
Según pseudo-Kodinos, la insignia del cargo era un rico kabbadion de seda (una túnica tipo caftán), un sombrero de ala dorada (skiadion) decorado con bordados al estilo klapōestilo, sin velo, o un sombrero skaranikon con cúpula, nuevamente en rojo y dorado y decorado con alambre de oro, con un retrato del emperador parado en frente y otro de él entronizado en la parte trasera. A diferencia de la mayoría de los funcionarios de la corte, no tenía personal de oficina (dikanikion).
Tras la caída de Constantinopla en 1453, el título se usó en los principados del Danubio de Moldavia y Valaquia. En el primero, el Gran logoteta (marele logofăt) era el primer ministro del príncipe y jefe de la cancillería, mientras que en Valaquia, era el segundo miembro más importante del consejo del príncipe, después del ban. Hasta el día de hoy, el rango principal entre los arcontes legos del Patriarcado Ecuménico de Constatinopla lleva el título de "Gran logoteta".

## Lista conocida demegaloi logothetai

### Imperio de Nicea y periodo Paleólogo
| Nombre                      | Permanencia      | Nombrado por                                 | Notas | Refs                 |
| --------------------------- | ---------------- | -------------------------------------------- | --- | -------------------- |
| Strategopoulos              | c. 1217          | Teodoro I Láscaris                           | El sebastos y gran logoteta Strategopoulos (se desconoce su primer nombre) es atestiguado como el personaje que presidió una corte judicial en una disputa entre dos comunidades en el área de Mileto. El tribunal fue obviamente el mismo que el presidió como logothetēs tōn sekretōn en 1196, lo que demuestra el vínculo evolutivo entre las dos oficinas. | [ 6 ]                |
| Jorge Acropolita            | 1255–1282        | Teodoro II Láscaris Miguel VIII Paleólogo    | Siendo un académico e historiador, Acropolita disfrutó de un rápido ascenso en la burocracia imperial, llegando a ser logothetēs tou genikou en 1246. Como un protegido de Teodoro II Láscaris, fue ascendido a Gran logoteta en 1255. En ese cargo, desempeñó un papel importante en la política y asuntos militares, hasta su captura durante una campaña en contra de Miguel II de Epiro en 1257. Fue liberado en 1260. Después de la reconquista de Constantinopla en 1261, le pidió al emperador Miguel VIII Paleólogo que lo relevara de sus funciones políticas para poder dedicarse a sí mismo para el renacimiento de la educación superior en la capital imperial. Hasta su muerte en 1282, sirvió a Miguel VIII en diversas misiones diplomáticas.         | [ 24 ] [ 25 ] [ 26 ] |
| Teodoro Muzalón             | 1282–1294        | Miguel VIII Paleólogo Andrónico II Paleólogo | Muzalón, siendo un hombre muy bien educado, fue nombrado Gran logoteta después de la muerte de Acropolita, poco antes de la propia muerte de Miguel VIII. Muzalón ejerció una gran influencia sobre el nuevo emperador Andrónico II. Él no sólo desempeñó como el primer ministro efectivo, sino que incluso se le permitió usar una gorra escarlata bordada en oro, similar a las que llevaban los príncipes imperiales. En 1291, Andrónico II también lo elevó al rango de prōtovestiarios, y más tarde, casó a su hijo Constantino con la hija de Muzalón. Tras el inicio de la enfermedad que lo llevaría a la muerte en 1294, Muzalón solicitó ser relevado de sus deberes administrativos. Siguiendo su consejo, el emperador se los entregó a Nicéforo Coumno. | [ 27 ] [ 28 ]        |
| Constantino Acropolita      | c. 1305/06 –1321 | Andrónico II Paleólogo                       | Hijo mayor de Jorge Acropolita y un erudito, este fue nombrado logothetēs tou genikou en 1282, el cual mantuvo al menos hasta c. 1294. La fecha exacta de su nombramiento como Gran logoteta se desconoce. El título fue mayoritáriamente honorífico, ya que la conducción de los asuntos quedó en manos de los mesazōn Nicéforo Coumno, y del entonces Teodoro Metoquita. | [ 29 ] [ 30 ] [ 31 ] |
| Teodoro Metoquita           | 1321–1328        | Andrónico II Paleólogo                       | Siendo un destacado erudito, Metoquita avanzó sucesivamente de logothetēs tōn agelōn (1290) a logothetēs tōn oikeiakōn (1295/96), logothetēs tou genikou (1305), y finalmente llegó a ser nombrado Gran logoteta en 1321, aunque había reemplazado a Nicéforo Coumno como el primer ministro de facto (mesazōn) desde 1305. Después de la deposición de Andrónico II en la guerra civil de 1321–1328, Metoquita fue despedido y exiliado, acabando sus días como monje. | [ 32 ] [ 33 ] [ 34 ] |
| Juan Gabalas                | 1343–1344        | Juan V Paleólogo                             | Originalmente partidario de Juan VI Cantacuceno, el megas droungarios Juan Gabalas desertó a la regencia de Juan V durante la guerra civil de 1341–1347. Este fue promovido a prōtosebastos y finalmente a Gran logoteta, antes de pelear con el jefe de la regencia, Alejo Apocauco, y ser encarcelado. | [ 35 ] [ 36 ]        |
| Juan Paleólogo Raul         | 1344             | Juan V Paleólogo                             | Tío de Juan V, atestiguado como Gran logoteta en dos actas relacionadas con los monasterios de Zographou y Filoteo en octubre–noviembre de 1344. Guilland le consideró idéntico a Juan Gabalas. | [ 35 ] [ 37 ]        |
| Nicéforo Láscaris Metoquita | c. 1355–1357.    | Juan VI Cantacuceno Juan V Paleólogo         | Hijo de Teodoro Metoquita, partidario de Andrónico III Paleólogo durante la guerra civil de 1321–1328, y de Juan Cantacuceno durante la guerra civil de 1341–1347. Fue atestiguado como gran logoteta en 1355–1357, pero evidentemente fue nombrado por Juan VI y mantenido en el cargo por Juan V después de la renuncia de Cantacuceno en 1354. | [ 38 ] [ 39 ]        |
| Jorge Frantzés              | 1451/52–1453     | Constantino XI                               | Después de una sucesión de cargos civiles y diplomáticos bajo los reinados de Manuel II Paleólogo y Constantino XI Paleólogo, incluso como gobernador de Patras, Mistrá, y Selimbria, Frantzés fue nombrado como el último Gran logoteta del Imperio bizantino. Durante la Caída de Constantinopla, fue tomado prisionero, pero fue rescatado y continuó viajando por los Balcanes e Italia. Escribió una crónica, la Chronicon Minus, basada en su diario, el cual abarca los acontecimientos de 1413–1477. | [ 40 ] [ 41 ] [ 42 ] |

### Imperio de Trebisonda
| Nombre           | Tenure             | Nombrado por               | Notas | Refs          |
| ---------------- | ------------------ | -------------------------- | --- | ------------- |
| Jorge Escolario  | c. 1363.           | Alexios III Megas Komnenos | Atestiguado en un tratado de Jorge Gemistos Pletón. | [ 43 ]        |
| Jorge Amiroutzés | c. 1458. 1458–1461 | David Megas Komnenos       | Un destacado filósofo y teólogo, fue el último primer ministro del imperio de Trebisonda, con los títulos de Gran logoteta y prōtovestiarios. Considerado proturco por los contemporáneos, se le acusa de persuadir al emperador David de que se entregue a los otomanos durante el asedio de Trebisonda (1461). Pasó el resto de su vida como tutor de filosofía del sultán otomano Mehmed II. | [ 44 ] [ 45 ] |